# フォンタネット・ポー
フォンタネット・ポー（イタリア語: Fontanetto Po）は、イタリア共和国ピエモンテ州ヴェルチェッリ県にある、人口約1,100人の基礎自治体（コムーネ）。

## 地理

### 位置・広がり
ヴェルチェッリ県南部に位置するコムーネで、県都ヴェルチェッリから南西へ23km、アスティから北へ33km、州都トリノから東北東へ42kmの距離にある。

#### 隣接コムーネ
隣接するコムーネは以下の通り。括弧内のALはアレッサンドリア県所属を示す。
- クレシェンティーノ
- ガビアーノ (AL)
- リヴォルノ・フェッラーリス
- モンチェスティーノ (AL)
- パラッツォーロ・ヴェルチェッレーゼ
- トリーノ

## 人物

### 著名な出身者
- ジョヴァンニ・バッティスタ・ヴィオッティ - 18-19世紀のヴァイオリニスト